# Атту-Стейшен
Атту-Стейшен (англ. Attu Station) — покинутая статистически обособленная местность, расположенная в восточной части острова Атту, зона переписи населения Западные Алеутские острова, штат Аляска, США. До августа 2010 года по широко распространённому мнению считался самым западным населённым пунктом США, но фактически был одним из восточных, так как лежал на 173° восточной долготы.

## История
В 1943 году армия США выбила с острова Атту японские войска, занявшие его годом ранее. Вскоре после этого было принято решение о строительстве на острове радионавигационной системы LORAN. Она исправно выполняла свои функции до 1 августа 2010 года, когда была закрыта. Станцию обслуживал персонал в полтора-два десятка человек, для их нужд был построен аэропорт Casco Cove Coast Guard Station (работал с 7 июня 1943 года по 27 августа 2010 года), дома, другие сооружения. Содержание LORAN, её сотрудников-жителей и их поселения обходилось США в 35 миллионов долларов в год.

## Демография
Согласно переписи населения 2000 года в Атту-Стейшен проживало 20 человек, но не было ни одной семьи, 95 % — мужчины и 5 % — женщины. 90 % населения были белыми, при этом 25 % были латиноамериканцами (любой расы). 7 жителей были в возрасте 18—24 года, 12 в возрасте 25—44 года и один человек от 45 до 64 лет. Средний возраст жителя Атту-Стейшен составлял 30 лет. Никто из жителей не находился за чертой бедности, средний доход составил более 26 000 долларов на человека в год.
По переписи 2010 года в Атту-Стейшен проживал 21 человек, однако все они покинули населённый пункт в августе того же года.